# Economy (Pensilvania)
Economy es un borough ubicado en el condado de Beaver en el estado estadounidense de Pensilvania. En el año 2000 tenía una población de 9.363 habitantes y una densidad poblacional de 204.2 personas por km².

## Geografía
Economy se encuentra ubicado en las coordenadas 40°38′18″N 80°11′06″O / 40.63833, -80.18500.

## Demografía
Según la Oficina del Censo en 2000 los ingresos medios por hogar en la localidad eran de $52,446 y los ingresos medios por familia eran $60,081. Los hombres tenían unos ingresos medios de $41,756 frente a los $27,121 para las mujeres. La renta per cápita para la localidad era de $22,453. Alrededor del 2.4% de la población estaba por debajo del umbral de pobreza.